# Gmina Janów Podlaski
Die Gmina Janów Podlaski ist eine Landgemeinde im Powiat Bialski der Woiwodschaft Lublin in Polen. Ihr Sitz ist das gleichnamige Dorf.

## Gliederung
Zur Landgemeinde Janów Podlaski gehören folgende Ortschaften mit einem Schulzenamt:
Błonie
Błonie (kolonia)
Bubel-Granna
Bubel-Łukowiska
Jakówki
Janów Podlaski
Kajetanka
Kajetanka (kolonia)
Klonownica Mała
Klonownica-Plac
Nowinki
Nowy Pawłów
Ostrów
Peredyło
Piaski
Pieczyska
Polinów
Romanów
Stare Buczyce
Stary Bubel
Stary Pawłów
Werchliś
Woroblin
Wygoda

## Gemeindepartnerschaft
Seit 1995 unterhält Janów Podlaski eine Partnerschaft mit der deutschen Stadt Hohen Neuendorf.